# Masako Yanagi
Masako Yanagi (Japans: 柳昌子, Yanagi Masako) (Osaka, 11 november 1959) is een tennisspeelster uit Japan.
In 1982 nam ze deel aan de Aziatische Spelen 1982.
In 1984 debuteerde zij op een grandslamtoernooi door op Roland Garros uit te komen in het enkel- en het dubbelspel.
Tussen 1981 en 1987 speelde Yanagi 28 partijen voor Japan op de Fed Cup.